# 多项式矩阵
多项式矩阵，也称为λ－矩阵、矩阵系数多项式（不是矩阵多项式），是数学中矩阵论里的概念，指系数是多项式的方块矩阵。使用“λ－矩阵”的名称时，说明系数多项式以λ为不定元。

## 严格定义
给定自然数n和系数环{\displaystyle \mathbf {R} }，一个n阶多项式矩阵A为如下形式:120：
{\displaystyle A(\lambda )=\left[a_{i,j}(\lambda )\right]_{1\leqslant i,j\leqslant n},\quad \forall 1\leqslant i,j\leqslant n,\;\;a_{i,j}(\lambda )=\sum _{k=0}^{d_{i,j}}a_{i,j,k}\lambda ^{k}\in \mathbf {R} \left[\lambda \right]}，
其中{\displaystyle d_{i,j}}是每个多项式{\displaystyle a_{i,j}(\lambda )}的次数。如果设其中最大的为{\displaystyle d}：
{\displaystyle d=\max _{1\leqslant i,j\leqslant n}\{d_{i,j}\}}
那么多项式矩阵A也可以表达为:232：
{\displaystyle A=\sum _{k=0}^{d}\lambda ^{k}\left[a_{i,j,k}\right]_{1\leqslant i,j\leqslant n}=\sum _{k=0}^{d}A(k)\lambda ^{k}.}
其中约定当{\displaystyle k>d_{i,j}}时，{\displaystyle a_{i,j,k}=0}.
由于多项式矩阵也能被表达为以（数值）矩阵为系数的多项式，所以也被称为矩阵系数多项式。如果最高次系数矩阵{\displaystyle A(d)}的行列式不为零，则称多项式矩阵A为为正则多项式矩阵（regular polynomial matrix）:232。所有n阶多项式矩阵的集合记为{\displaystyle {\mathcal {M}}_{n}(\mathbf {R} \left[\lambda \right])}或{\displaystyle {\mathcal {M}}_{n}(\mathbf {R} )\left[\lambda \right]}。:232前者表示所有以多项式为系数的n阶方块矩阵的集合，后者表示所有n阶方块矩阵为系数的多项式的集合。可以验证两者是同构的。

## 例子
所有的数值矩阵都是多项式矩阵，因为可以将每个元素看成一个零多项式。设系数环为实数域，以下是一个3阶多项式矩阵：
{\displaystyle P={\begin{pmatrix}1&x^{2}&x\\0&2x&2\\3x+2&x^{2}-1&0\end{pmatrix}}={\begin{pmatrix}1&0&0\\0&0&2\\2&-1&0\end{pmatrix}}+{\begin{pmatrix}0&0&1\\0&2&0\\3&0&0\end{pmatrix}}x+{\begin{pmatrix}0&1&0\\0&0&0\\0&1&0\end{pmatrix}}x^{2}.}
特征矩阵是多项式矩阵的一个例子。设有n阶数值矩阵A，则特征矩阵实际上是一次多项式矩阵：{\displaystyle P_{A}(\lambda )=\lambda \mathbf {I} _{n}-A}。而特征矩阵的行列式{\displaystyle \det \left(\lambda \mathbf {I} _{n}-A\right)}就是数值矩阵A的特征多项式。

## 性质
由于多项式代数和矩阵代数的结构特性，环{\displaystyle \mathbf {R} }上的所有n阶多项式矩阵也构成一个代数。两个n阶多项式矩阵可以互相加减、相乘，并且满足加法交换律和乘法分配律（不满足乘法交换律）。用与数值矩阵相同的方式可以定义多项式矩阵的初等变换、相似关系、等价关系（也称为相抵）、秩以及行列式:121。
如果系数环是域，那么可以证明，所有的多项式矩阵都可以对角化。任何一个秩为r ≤ n的多项式矩阵，都可以相抵于一个对角多项式矩阵：
{\displaystyle a\operatorname {diag} (d_{1}(\lambda ),d_{2}(\lambda ),\cdots ,d_{r}(\lambda ),0,\cdots ,0)}
其中的每个非零的对角元素{\displaystyle d_{i}(\lambda )}都是首一多项式，并且整除下一个对角元素{\displaystyle d_{i+1}(\lambda )}。这种形式称为多项式矩阵的史密斯标准型（Smith normal form），所有的{\displaystyle d_{i}(\lambda )}被称为原多项式矩阵的不变因子:122。
如果将n阶多项式矩阵看成以n阶方块矩阵为系数的多项式，可以通过将其中的不定元λ替换为一个n阶方块数值矩阵B，而得到一个n阶数值矩阵。这种操作称为多项式矩阵的矩阵替换。由于矩阵乘法不满足交换律，所以替换分为左替换和右替换:233：
左替换：将{\displaystyle \sum _{k=0}^{d}A(k)\lambda ^{k}} 替换为 {\displaystyle \sum _{k=0}^{d}B^{k}\cdot A(k),} 也记作{\displaystyle P_{l}^{A}(B),}
右替换：将{\displaystyle \sum _{k=0}^{d}A(k)\lambda ^{k}} 替换为 {\displaystyle \sum _{k=0}^{d}A(k)\cdot B^{k},} 也记作{\displaystyle P_{r}^{A}(B).}
如果系数环是域，那么多项式矩阵之间可以做带余除法：如果{\displaystyle A(\lambda )}和{\displaystyle B(\lambda )}都是多项式矩阵，其中{\displaystyle B(\lambda )\neq 0}，那么唯一存在多项式矩阵{\displaystyle Q(\lambda )}和{\displaystyle R(\lambda )}，满足
1. {\displaystyle A(\lambda )=B(\lambda )Q(\lambda )+R(\lambda ),}
2. {\displaystyle R(\lambda )}作为多项式的次数严格小于{\displaystyle B(\lambda )}，或者为零。